# Reinhard Schmidt
Reinhard Schmidt es un deportista alemán que compite en vela en la clase Star. Ganó una medalla de bronce en el Campeonato Mundial de Star de 2017.

## Palmarés internacional
| \| Campeonato Mundial \| Campeonato Mundial \| Campeonato Mundial \| Campeonato Mundial \| \| Año \| Lugar \| Medalla \| Clase \| \| ------------------ \| ------------------- \| ------------------ \| ------------------ \| \| 2017 \| Troense (Dinamarca) \| Medalla de bronce \| Star \| |                     |                   |       |
| Campeonato Mundial |                     |                   |       |
| Año | Lugar               | Medalla           | Clase |
| 2017 | Troense (Dinamarca) | Medalla de bronce | Star  |